# Лазещина (зупинний пункт)
Лазещи́на — пасажирський залізничний зупинний пункт Івано-Франківської дирекції залізничних перевезень Львівської залізниці на неелектрифікованій лінії Делятин — Ділове між станціями Вороненко (11 км) та Ясіня (5 км). Розташований в однойменному селі Рахівського району Закарпатської області.

## Пасажирське сполучення
На зупинному пункті Лазещина зупиняються приміські поїзди Коломия — Рахів — Ділове та нічний швидкий поїзд № 55/56 Київ — Рахів.
До 2019 року також курсував поїзд місцевого сполучення  № 605/606 Львів — Рахів. Фірмовий пасажирський поїзд «Гуцульщина» Київ — 
Ворохта не зупиняється (найближчі зупинки поїзда у Ясіні або Татарові.
З 24 січня 2022 року призначалася на станції зупинка регіональному поїзду «Буковельський експрес» № 810/809 Львів — Ясіня.
На платформі є навіс, але каса відсутня. Можна сідати у дизель-поїзд і купити квиток у провідника. На поїзд далекого сполучення можна скористатися такими варіантами: купити квиток заздалегідь (до 45 діб), купити карткою на сайті Укрзалізниці і самостійно роздрукувати, з'їздити за квитками до найближчої станції Ясіня (5 км).

## Подія
4 липня 1990 року на станції Лезещина під час руху вантажного поїзда зійшло із рейок 11 вагонів, в тому числі одна цистерна із зрідженим аміаком. Від удару відбувся витік газу через запобіжний клапан. Винними виявилися працівники ПТО станції Коломия. Вони, оглядаючи колісну пару одного із вагонів, не звернули увагу на значний дефект та дали дозвіл на відправлення поїзда. Аварія минула без постраждалих.